# Medianeira (Ajuricaba)
Medianeira é um distrito rural do município brasileiro de Ajuricaba, no Rio Grande do Sul.